# Cuinzier
Cuinzier település Franciaországban, Loire megyében. Lakosainak száma 705 fő (2022. január 1.). Cuinzier Mars, Villers, Arcinges, Le Cergne, Jarnosse és Sevelinges községekkel határos.

## Népesség
A település népességének változása:
| Lakosok száma | 605  | 571  | 583  | 574  | 701  | 731  | 728  | 711  | 709  | 705  |
|               | 1968 | 1982 | 1990 | 2006 | 2013 | 2015 | 2017 | 2019 | 2020 | 2022 |